# Heuvelforten in Groot-Brittannië

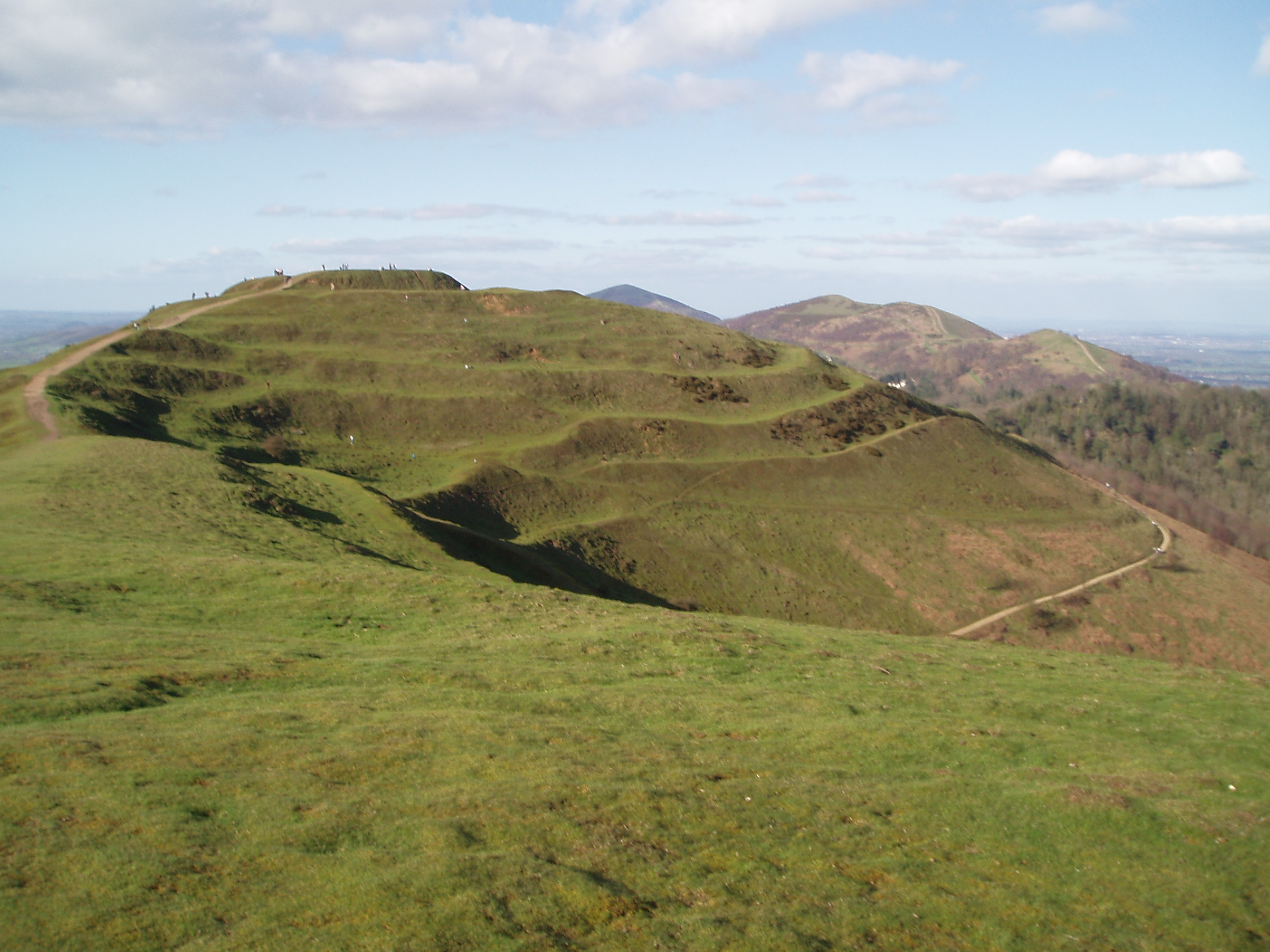
de wallen van het multivallate British Camp in Herefordshire

De heuvelforten in Groot-Brittannië zijn al bekend uit de bronstijd, maar de grote periode van de bouw van heuvelforten vond plaats tijdens de Keltische ijzertijd, tussen 700 v.Chr. en de Romeinse verovering van Groot-Brittannië in 43 AD. De Romeinen bezetten enkele forten, zoals het militaire garnizoen van Hod Hill en de tempel van Brean Down, maar andere werden verwoest en verlaten.  De aanwezigheid van barakken op de heuveltop in de decennia na de verovering duidt op een voortdurende strijd om lokaal verzet te onderdrukken.
Maiden Castle in Dorset is het grootste heuvelfort van Engeland. 
Er zijn in Groot-Brittannië meer dan 2.000 heuvelforten uit de ijzertijd bekend, waarvan bijna 600 in Wales. Danebury in Hampshire is het meest grondig onderzochte heuvelfort uit de ijzertijd in Groot-Brittannië, en ook het meest uitgebreid gepubliceerd. 
Cadbury Castle, Somerset is het grootste fort dat na het einde van de Romeinse overheersing opnieuw werd bezet ter verdediging tegen aanvallen van piraten en de Angelsaksische invasies. De begraafplaats buiten Poundbury Hill bevat op het oosten gerichte christelijke graven uit de 4e eeuw AD. In Wales was het heuvelfort bij Dinas Powys een heuvelfort uit de late ijzertijd dat vanaf de 5e tot de 6e eeuw AD opnieuw werd bezet; op dezelfde manier bij Castell Dinas Brân, een heuvelfort uit c. 600 v.Chr. werd hergebruikt in de middeleeuwen, met een stenen kasteel dat daar in de 13e eeuw AD werd gebouwd. 
Sommige heuvelforten uit de ijzertijd werden ook opgenomen in middeleeuwse grensaardwerken. Offa's Dyke, een lineair aardwerk uit de 9e eeuw AD, maakt bijvoorbeeld gebruik van de westelijke en zuidwestelijke wallen van het heuvelfort van Llanymynech. Op dezelfde manier werd het heuvelfort bij Old Oswestry opgenomen in de vroegmiddeleeuwse Wat's Dyke. De Wansdyke was een nieuw lineair aardwerk dat was verbonden met het bestaande heuvelfort bij Maes Knoll, dat de Keltisch-Saksische grens in het zuidwesten van Engeland definieerde in de periode 577-652 AD.
Sommige heuvelforten werden opnieuw bezet door de Angelsaksen tijdens de periode van Viking-invallen. Koning Alfred richtte een netwerk van kustheuvelforten en uitkijkposten op in Wessex, verbonden door een Herepath of militaire weg, waardoor zijn legers de Viking-bewegingen op zee konden dekken.
Het is gesuggereerd dat veel zogenaamde heuvelforten alleen maar werden gebruikt om vee, paarden of andere gedomesticeerde dieren in te huisvesten. De grote, uitgestrekte voorbeelden op Bindon Hill en Bathampton Down zijn meer dan 20 ha. Zelfs de nederzettingen die in de ijzertijd defensieve nederzettingen waren, werden in latere perioden soms gebruikt voor het bijeenhouden van dieren, zoals Coney's Castle, Dolebury Warren en Pilsdon Pen. Het is echter moeilijk te bewijzen dat er met zekerheid geen mensen hebben gewoond, aangezien gebrek aan bewijs geen bewijs is van afwezigheid.

## Voorbeelden van heuvelforten in Groot-Brittannië
| Heuvelfort              | Graafschap                     | Land      | Opmerkingen     |
| ----------------------- | ------------------------------ | --------- | --------------- |
| Badbury Rings           | Dorset                         | Engeland  | (3 omwallingen) |
| Barbury Castle          | Wiltshire                      | Engeland  | (3 omwallingen) |
| Beacon Hill             | Hampshire                      | Engeland  |                 |
| Berry Hill              | Pembrokeshire                  | Wales     |                 |
| Broxmouth               | East Lothian                   | Schotland |                 |
| Burrough Hill           | Leicestershire                 | Engeland  |                 |
| Caer Caradoc            | Shropshire                     | Engeland  |                 |
| Caer Drewyn             | Denbighshire                   | Wales     |                 |
| Carl Wark               | South Yorkshire                | Engeland  |                 |
| Carningli Hillfort      | Pembrokeshire                  | Wales     |                 |
| Chûn Castle             | Cornwall                       | Engeland  | (2 omwallingen) |
| Cissbury                | West Sussex                    | Engeland  |                 |
| Cley Hill               | Wiltshire                      | Engeland  |                 |
| Craig Rhiwarth          | Powys                          | Wales     |                 |
| Croft Ambrey            | Herefordshire & Worcestershire | Engeland  |                 |
| Danebury                | Hampshire                      | Engeland  |                 |
| Dinas Bran Castle       | Denbighshire                   | Wales     |                 |
| Dinas Dinlle            | Gwynedd                        | Wales     |                 |
| Eddisbury               | Cheshire                       | Engeland  |                 |
| Eggardon                | Dorset                         | Engeland  |                 |
| Dunnideer               | Aberdeenshire                  | Schotland |                 |
| Eggardon                | Dorset                         | Engeland  |                 |
| Figsbury Ring           | Wiltshire                      | Engeland  |                 |
| Foel Drygarn            | Pembrokeshire                  | Wales     |                 |
| Hambledon Hill          | Dorset                         | Engeland  |                 |
| Herefordshire Beacon    | Herefordshire & Worcestershire | Engeland  |                 |
| Hillfort von Fallburn   | South Lanarkshire              | Schotland |                 |
| Hod Hill                | Dorset                         | Engeland  | (3 omwallingen) |
| Hunsbury Hill           | Northamptonshire               | Engeland  | (2 omwallingen) |
| Mam Tor                 | Derbyshire                     | Engeland  |                 |
| Maiden Castle           | Dorset                         | Engeland  |                 |
| Mellor Hillfort         | Greater Manchester             | Engeland  |                 |
| Moel Arthur             | Denbighshire                   | Wales     |                 |
| Old Oswestry            | Shropshire                     | Engeland  | (6 omwallingen) |
| Penycloddiau            | Flintshire                     | Wales     |                 |
| Pen-y-Dinas             | Gwynedd                        | Wales     |                 |
| Pen-y-Gaer              | Conwy County Borough           | Wales     |                 |
| Pilsdon Pen             | Dorset                         | Engeland  |                 |
| Ranachan                | Argyll and Bute                | Schotland |                 |
| South Cadbury Castle    | Somerset                       | Engeland  | (3 omwallingen) |
| Tre’r Ceyri             | Gwynedd                        | Wales     |                 |
| Torwoodlee              | Scottish Borders               | Schotland |                 |
| Traprain Law            | East Lothian                   | Schotland |                 |
| Tre’r Ceyri             | Gwynedd                        | Wales     |                 |
| Trusty’s Hill           | Dumfries and Galloway          | Schotland |                 |
| Uffington Castle        | Oxfordshire                    | Engeland  |                 |
| White & Brown Caterthun | Angus                          | Schotland |                 |
| Worlebury Camp          | Somerset                       | Engeland  |                 |
| Yarnbury Castle         | Wiltshire                      | Engeland  |                 |
| Yeavering Bell          | Northumberland                 | Engeland  |                 |